# Maurandella
Maurandella é um género botânico pertencente à família Plantaginaceae. Tradicionalmente este gênero era classificado na família das    Scrophulariaceae.

## Espécies
- Maurandella antirrhiniflora
- Maurandella antirrhinifolia
- Maurandella hederaefolia
- Maurandella hederifolia
- Maurandella petrophila

## Nome e referências
Maurandella ( A. Gray ) Rothm.